# Ferdi Vierklau
Ferdinand Rudols Marcel Vierklau (1 de abril de 1973, Bilthoven) es un futbolista ahora retirado de los Países Bajos.

## Trayectoria
Jugó dos partidos con la Selección de fútbol de los Países Bajos, debutando el 5 de octubre de 1996. Vierklau estuvo en equipos como el FC Utrecht, Vitesse Arnhem, CD Tenerife o Ajax Ámsterdam.